# Townshendovy zákony

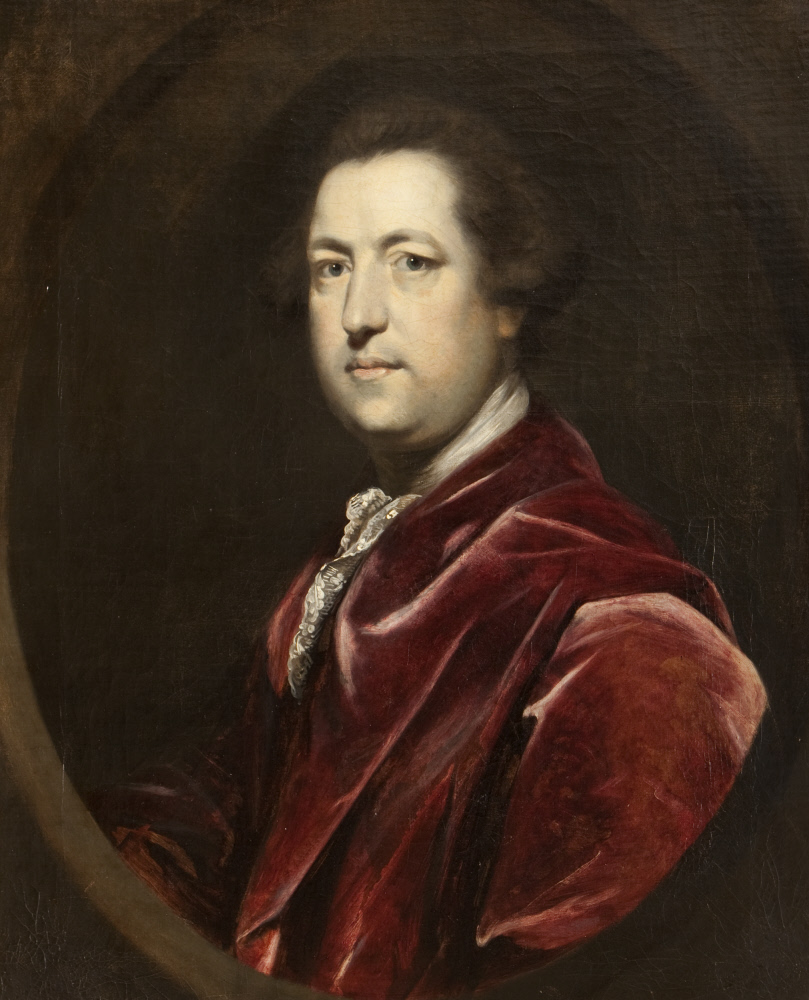
Charles Townshend.

Townshendovy zákony (angl. Townshend Acts, pojmenované po ministru financí Charlesu Townshendovi) byly vyhlášeny britským parlamentem v roce 1767 a znamenaly v koloniích Severní Ameriky nepřímé daně na spotřební zboží. Vztahovaly se k daním na dovoz skla, olova, papíru a čaje. Byly odvolány roku 1770, ale ponecháno bylo clo za čaj. Ve svých důsledcích vedly k americké válce o nezávislost.